# Little Child
〈Little Child〉는 영국의 록 밴드 비틀즈의 음반 《With the Beatles》에 수록된 노래다. 존 레논과 폴 매카트니가 링고 스타를 염두에 두고 썼다. 올뮤직의 음악 평론가 리치 언터버그는 곡에 대해서 "아마 음반에서 가장 정교하지 못하고 비인상적인 트랙이 아닐까 싶지만, 아직까지 나름 괜찮다"며, "〈Little Child〉를 그리 천재적으로 쓰지는 않았으나 순수한 로큰롤 재미가 있다."고 평가했다.
이 노래는 존 레논과 폴 매카트니가 링고 스타를 위해 쓴 것이지만, 그는 대신 〈I Wanna Be Your Man〉을 부르게 된다. 매카트니는 〈Little Child〉를 "일하듯 쓴 곡"이나 "음반의 필러곡"이라고 표현한다. 그는 가사 중 "I'm so sad and lonely"를 영국의 발라드 작곡가이자 배우인 엘튼 헤이즈의 곡 〈Whistle My Love〉에서 따온 것임을 시인했다. "sad and lonely"라는 소절은 링고 스타가 부르고 《Help!》에 수록된 〈Act Naturally〉에서도 등장한다.
노래는 세 번의 세션을 통해 녹음되었다. 첫째는 1963년 9월 11일로 비틀즈는 두 테이크를 녹음했다. 다음날 돌아와서 16테이크를 녹음, 매카트니의 피아노와 레논의 하모니카를 오버더빙했다. 이후 10월 3일에 다시 모여서 3테이크를 더 녹음했다. 스테레오를 보면 하모니카는 솔로를 위해 왼쪽에서 오른쪽으로 이동한다. 다시 솔로를 위해 오른쪽에서 왼쪽으로 이동한다. 곡의 솔로는 "[노래]에 전혀 나타나지 않는 12마디 블루스 형식"을 따르고 있다.

## 참여 인원
- 존 레논 – 보컬, 하모니카
- 폴 매카트니 – 보컬, 피아노, 베이스
- 조지 해리슨 – 리듬 기타
- 링고 스타 – 드럼, 추가 드럼

이언 맥도널드 제공
맥도널드는 보컬이 "레논과 매카트니로 기재되어 있으나 이전에 더블 트래킹된 것 같다"고 썼다.

## 참고 문헌
- “Little Child”. 《The Beatles Bible》. 2009. 2009년 4월 14일에 확인함.
- MacDonald, Ian (2005). 《Revolution in the Head: The Beatles' Records and the Sixties》 Seco Revis판. London: Pimlico (Rand). ISBN 1-84413-828-3.
- Miles, Barry (1997). 《폴 매카트니: Many Years From Now》. New York: Henry Holt & Company. ISBN 0-8050-5249-6.
- Unterberger, Richie (2009). [(영어) https://www.allmusic.com/song/t9764 “Review of "Little Child"”] |url= 값 확인 필요 (도움말). Allmusic. 2009년 12월 14일에 확인함.